# Абайська міська адміністрація
Аба́йська міська адміністрація (каз. Абай қаласы әкімдігі, рос. Абайская городская администрация) — адміністративна одиниця у складі Абайського району Карагандинської області Казахстану. Адміністративний центр — місто Абай.
Населення — 28602 особи (2021; 25550 у 2009, 33066 у 1999, 46704 у 1989).
Станом на 1989 рік існувала Абайська міська рада (місто Абай, смт Карабас, село Восточне) обласного підпорядкування. З 1997 року міська адміністрація була передана до складу району. Пізніше Карабас утворило окрему Карабаську селищну адміністрацію.

## Склад
До складу округу входять такі населені пункти:
| Населений пункт | Населення, осіб (1989) | Населення, осіб (1999) | Населення, осіб (2009) | Населення, осіб (2021) |
| --------------- | ---------------------- | ---------------------- | ---------------------- | ---------------------- |
| Абай, село      | 46533                  | 33066                  | 25550                  | 28602                  |
| Восточне, село  | 171                    | -                      | -                      | -                      |